# Boechera holboellii
Boechera holboellii là một loài thực vật có hoa trong họ Cải. Loài này được (Hornem.) Á.Löve & D.Löve mô tả khoa học đầu tiên năm 1975 publ. 1976.